# Nile FM
Nile FM est une station de radio privée égyptienne diffusant en anglais. Lancée en 2003, elle est la propriété du groupe de média Good News Group.